# Ludvig Magnus Hjertstedt
Ludvig Magnus Hjertstedt, född 28 mars 1810 i Gränna stadsförsamling, Jönköpings län, död 11 oktober 1878 i Vadstena församling, Östergötlands län, var en svensk psykiater. 

## Biografi
Hjertstedt blev student vid Lunds universitet 1828, vid Uppsala universitet 1832, medicine kandidat där 1836, medicine licentiat 1837, medicine doktor samma år och kirurgie magister 1839. Han var uppbördsläkare på korvetten Najaden under en expedition till Nord- och Sydamerika 1839–40, stadsläkare i Vadstena 1840–49, intendent vid Medevi brunn i Östergötland 1842–46, kurhusläkare i Vadstena 1846–68, överläkare vid Vadstena hospital från 1849 (som efterträdare till Georg Engström), ledamot i direktionen för Vadstena länslasarett 1853 och ledamot i kommittén angående ny instruktion för länslasaretten 1863–64.